# Астраханцев, Владимир Васильевич
Владимир Васильевич Астраханцев (1960, Харьков) — украинский скрипач.

## Биография
Родился в Харькове в семье музыкантов. Окончил Харьковскую специальную музыкальную школу-интернат, затем Киевскую государственную консерваторию и аспирантуру (ученик Богодара Которовича). Преподавал в Харьковском государственном университете искусств. В 1984 г. выиграл Украинский республиканский конкурс скрипачей. Лауреат VII Международного музыкального фестиваля им. П. И. Чайковского.
Международная карьера Астраханцева началась с гастролей по Германии с Симфоническим оркестром Берлинского радио под управлением Роберта Ханелла. Владимир Астраханцев гастролировал с различными оркестрами по Восточной и Западной Европе, Скандинавии, странам Дальнего Востока, Средней Азии и США. На протяжении многих лет был концертмейстером Мюнхенского камерного оркестра, с которым играл и как солист. В настоящее время Астраханцев — концертмейстер Цюрихского симфонического оркестра, работает также в Филармоническом оркестре Юго-Западной Германии из Констанца.
Среди записей Астраханцева — сочинения Вивальди, Баха, Паганини, Ф. Ваксмана, Альфреда Шнитке, Арно Бабаджаняна, Мирослава Скорика и других композиторов XX века.